# Einhüllendenverfahren

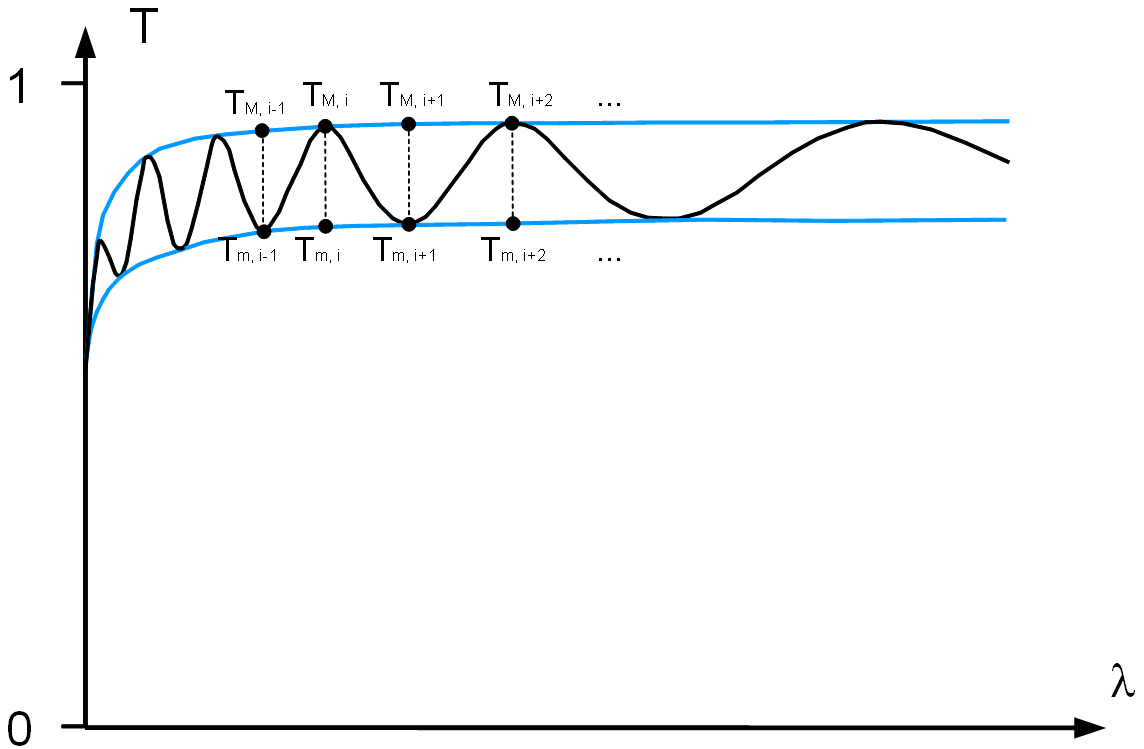
Der Transmissionskoeffizient T einer Einzelschicht, aufgetragen über die Wellenlänge des durchgestrahlten Lichts. Die Transmissionskurve oszilliert zwischen zwei Kurven, den Einhüllenden. Im kurzwelligen Bereich gewinnt die Absorption zunehmend Oberhand, weshalb die Kurve dort stark einbricht.
Das Einhüllendenverfahren erfordert als Eingangsdaten mehrere Wertepaare und, die entweder gemessene oder interpolierte Berührpunkte der Transmissionskurve mit den Einhüllenden sind.

Das Einhüllendenverfahren (englisch: Envelope Method) ist in der Dünnschichttechnologie eine Methode zur Bestimmung der optischen Eigenschaften einer dielektrischen Einzelschicht (z. B. Titandioxid, Siliciumdioxid oder Magnesiumfluorid) auf einem transparenten Substrat (beispielsweise Quarzglas).

Strahlaufteilung einer Einzelschicht; an jeder Grenzfläche wird ein Teil des Lichtes reflektiert. Die Anteile können, abhängig von der Dicke der Schicht und dessen Brechungsindex, miteinander interferieren.

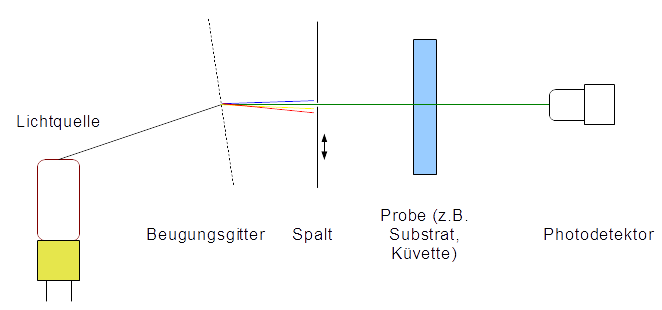
Prinzipskizze eines Einstrahlspektralphotometers. Das Licht einer Quelle wird durch ein Beugungsgitter in seine spektralen Anteil zerlegt, bevor es durch einen Spalt propagiert. Durch Verschieben des Spaltes oder Kippen des Gitters kann ein Wellenlängenbereich durchlaufen werden. Ein Fotodetektor misst somit die wellenlängenabhängige Intensität des Lichts.

Grundlage dieses Verfahrens ist die spektralphotometrische Messung der Transmission dieser Schicht unter senkrechtem Lichteinfall. Die optischen Parameter, die mit diesem Verfahren ermittelt werden können, sind der Brechungsindex {\displaystyle n}, die Absorptionsgrad {\displaystyle k} und die Dicke {\displaystyle d} der Einzelschicht. Das Verfahren wird angewandt, um die Qualität der aufgetragenen Schicht zu beurteilen (z. B. Kompaktheit) und die Herstellungsparameter entsprechend optimieren zu können.
Das Transmissionspektrum einer transparenten Einzelschicht, gewonnen z. B. über den sichtbaren Spektralbereich, erzeugt infolge von Interferenzerscheinungen ein Wellenmuster, wie in der Abbildung dargestellt. Das Wellenmuster wird durch eine obere und eine untere Einhüllende begrenzt, was für das Verfahren namensgebend ist. Die Amplitude der Wellenzüge, die Position der Maxima und Minima und die Intensität in Relation zu der des unbeschichteten Substrats sind die Eingabeparameter eines Algorithmus, der die gewünschten optischen Parameter bestimmt. Die optischen Parameter können für jede Extremstelle der Wellenkurve separat ermittelt werden. Damit lässt sich zudem die Dispersions- und Absorptionskurve des Materials bestimmen.

## Funktionsprinzip
An den beiden Grenzflächen Luft-Einzelschicht und Einzelschicht-Substrat wird, abhängig vom Brechungsindexunterschied, ein kleiner Anteil des Lichtes reflektiert. Diese Teilstrahlen können sowohl in Durchlass- als auch in Reflexionsrichtung zur Interferenz kommen. Je nach Phasenlage, die durch die Schichtdicke und den Brechungsindex der Schicht bedingt ist, kann die Interferenz konstruktiv oder destruktiv ausfallen. Die Interferenzbedingung ist wellenlängenabhängig. Führt man nun Messungen über einen Frequenzbereich aus, so findet man variierende Bedingungen für konstruktive und destruktive Interferenz vor. Bei hinreichender Breite des Frequenzbereichs und hinreichender Schichtdicke erhält man ein Wellenmuster mit abwechselnd konstruktiver und destruktiver Interferenz, wie in nebenstehender Abbildung dargestellt. Aus diesem Wellenmuster können die optischen Eigenschaften der dünnen Schicht rekonstruiert werden.

## Rechenweg
Die Berechnung der optischen Parameter wird an jedem Paar von Berührpunkten {\displaystyle T_{M}} und {\displaystyle T_{m}} der Kurve mit ihren Einhüllenden vorgenommen. Zu jedem Extremum (Beispiel: Maximum) wird auch das gegenüberliegende Extremum (im Beispiel also das Minimum) benötigt. Da nur eine der beiden Werte eine real gemessene Größe ist, kann der jeweils andere Extremwert nur durch Spline-Interpolation (kubische  Splines, gebrochen-rational oder im Fall einer geringen Absorption auch linear) mit seinen Nachbarn gewonnen werden. Die Wertepaare für {\displaystyle T_{M}} und {\displaystyle T_{m}} samt zugehörigen Wellenlängen {\displaystyle \lambda } sind die Ausgangsgrößen des Rechenverfahrens. Die Transmissionskurve einer Einzelschicht lässt sich durch
{\displaystyle T={\frac {Ax}{B-Cx\cos \phi +Dx^{2}}}}
beschreiben, mit
{\displaystyle A=16n^{2}s}
{\displaystyle B=(n+1)^{3}(n+s^{2})}
{\displaystyle C=2(n^{2}-1)(n^{2}-s^{2})}
{\displaystyle D=(n-1)^{3}(n-s^{2})}
{\displaystyle \phi =4\pi nd/\lambda }
{\displaystyle x=\exp(-kd)}
Hierin ist k der Absorptionskoeffizient und s der Brechungsindex des Substrats, der den jeweiligen Datenblättern entnommen werden kann. Das Substrat kann in guter Näherung als absorptionsfrei angesehen werden. Die optischen Parameter der Schicht können durch Umstellung und Auswertung dieses Ausdrucks bestimmt werden.

## Brechungsindex n
Der Brechungsindex {\displaystyle n} der Schicht spiegelt sich in der Amplitude der oszillierenden Kurve wider und ergibt sich durch Umstellung des obigen Ausdrucks für die Transmissionskurve. Hier müssen zwei Fälle unterschieden werden: den ohne Absorption und den mit geringer Absorption. Für starke Absorption ist das Verfahren wegen des kollabierenden Interferenzmusters nicht anwendbar.
Ohne Absorption ergibt sich der Brechungsindex zu
{\displaystyle n={\sqrt {M+{\sqrt {M^{2}-s^{2}}}}}}
wobei
{\displaystyle M={\frac {2s}{T_{m}}}-{\frac {s^{2}+1}{2}}}
ist.
Hierbei ist zu beachten, dass es genaugenommen zwei Werte für {\displaystyle n} gibt, die identische Transmissionskurven liefern, wobei einer von ihnen größer und der andere kleiner als der Brechungsindex {\displaystyle s} des Substrats ist. Allerdings kann der niedrigere der beiden rechnerischen Lösungen häufig ausgeschlossen werden: entweder fällt der Brechungsindex derart niedrig aus, dass keine feste Substanz einen solchen annimmt, oder er ist für das verwendete Schichtmaterial mit Literaturwerten nicht zur Deckung zu bringen.
Der Brechungsindex wird für jedes Extremum separat berechnet, da er der Dispersion unterliegt, d. h., er steigt zu kürzeren Wellenlängen an.
Im Falle einer geringfügigen Absorption der Schicht bekommt man modifizierte Ausdrücke:
{\displaystyle n={\sqrt {N+{\sqrt {N^{2}-s^{2}}}}}}
mit
{\displaystyle N=2s{\frac {T_{M}-T_{m}}{T_{M}T_{m}}}+{\frac {s^{2}+1}{2}}}

## Schichtdicke d
Die Schichtdicke d ergibt sich aus der Lage der Extremwerte zueinander. Für die Schichtdicke {\displaystyle d} ergibt sich der Ausdruck
{\displaystyle d={\frac {\lambda _{1}\lambda _{2}}{2(\lambda _{1}n_{2}-\lambda _{2}n_{1})}}}

## Absorptionskoeffizient k
Die Maximalwerte der Transmissionskurve berühren im absorptionsfreien Fall die Linie der Transmission des unbeschichteten Substrats, während sie mit Absorption unterhalb liegen. Die Gesamtabsorption lässt sich im letzteren Fall berechnen mit
{\displaystyle x={\frac {E_{M}-{\sqrt {E_{M}^{2}-(n^{2}-1)^{3}(n^{2}-s^{4})}}}{(n-1)^{3}(n-s^{2})}}}
mit
{\displaystyle E_{M}={\frac {8n^{2}s}{T_{M}}}+(n^{2}-1)(n^{2}-s^{2})}
Die Größe {\displaystyle x} ist jedoch von der Schichtdicke abhängig. Um Materialeigenschaften bewerten zu können, ist weniger die Gesamtabsorption als vielmehr der schichtdickenunabhängige Absorptionskoeffizient {\displaystyle k} entscheidend. Der Absorptionskoeffizient {\displaystyle k} ergibt sich mit der bereits bekannten Schichtdicke zu
{\displaystyle x=\exp(-kd)}
Auch der Absorptionskoeffizient k wird für jedes Extremum einzeln berechnet, da er nicht über den Wellenlängenbereich konstant ist, sondern zu kürzeren Wellenlängen (z. B. im Ultravioletten) stark zunimmt.

## Vor- und Nachteile
- Der apparative Aufwand für die Messung ist moderat; es wird lediglich eine spektralphotometrische Messung benötigt. Dieses Verfahren kann relativ zügig durchgeführt; im Bedarfsfall können dessen Ergebnisse aber auch durch anfittende Verfahren oder ellipsometrische Messungen abgesichert werden.
- Die Berührpunkte der Wellenkurve mit den Einhüllenden können zur Hälfte nur mittels Interpolation bestimmt werden, was die Auswertung beeinträchtigen kann. Dieser Effekt ist besonders dann zu beachten, wenn bei kürzeren Wellenlängen eine stärkere Absorption vorliegt, da die Einhüllenden in diesen Fällen stärker geneigt oder gebogen sind.
- Bei zu geringen Schichtdicken ist die Anzahl der Extrema für eine Auswertung zu gering; man benötigt mindestens vier Extremwerte, um eine sinnvolle Interpolation durchführen zu können. In diesen Fällen liefern anpassende Algorithmen bessere Ergebnisse.

## Varianten
- Das Verfahren lässt sich abwandeln, um während der Beschichtung eine Schichtdickenkontrolle vornehmen zu können.
- Durch Hinzunahme von Reflexionsmessungen kann die Inhomogenität der Schicht (Variabilität des Brechungsindexes über die Tiefe in der Schicht) bestimmt werden.